# Eumenes multipictus
Eumenes multipictus är en stekelart som beskrevs av Henri Saussure 1855. Eumenes multipictus ingår i släktet krukmakargetingar, och familjen Eumenidae. Inga underarter finns listade i Catalogue of Life.